# Rhinebeck, New York
Rhinebeck är en by som ligger i Dutchess County i delstaten New York, USA. Det bodde 3 077 personer där år 2000. Den har enligt United States Census Bureau en area på totalt 4,2 km².